# Ћурос
Ћурос је специјалитет шпанске кухиње. Ћуроси су неизоставни део шпанске гастрономије који је постао популаран широм света. Према најзаступљенијој верзији ћуроси су потекли из Кине. Португалски морепловци су их донели на Иберијско полуострво. У Кини су познати под називом јоуитао, најчешће се конзумирају са сојиним млеком. Друга теорија каже да је порекло арапско (па су по томе заправо верзија тулумба са којима су блиско сродни), а трећа да су их измислили пастири као замену за хлеб јер се лакше припремају. Њихов шпански назив потиче управо од једне расе оваца на чије рогове личе.